# Eupelte beckleyae
Eupelte beckleyae is een eenoogkreeftjessoort uit de familie van de Peltidiidae. De wetenschappelijke naam van de soort is voor het eerst geldig gepubliceerd in 1982 door Hicks.